# 轿车

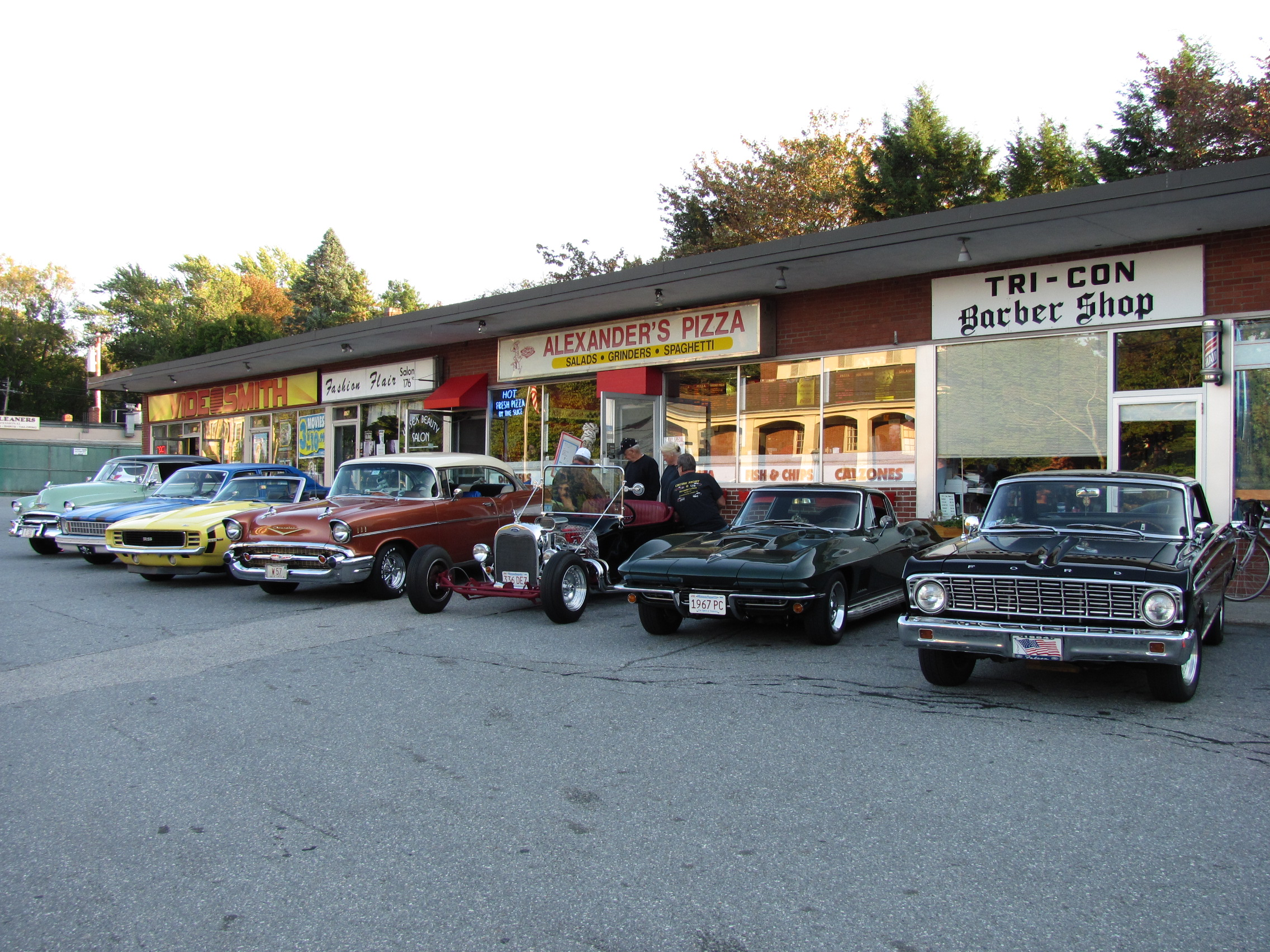
轿车是世界上最早出現的車種之一，20世紀初便出現在發達國家的街頭上

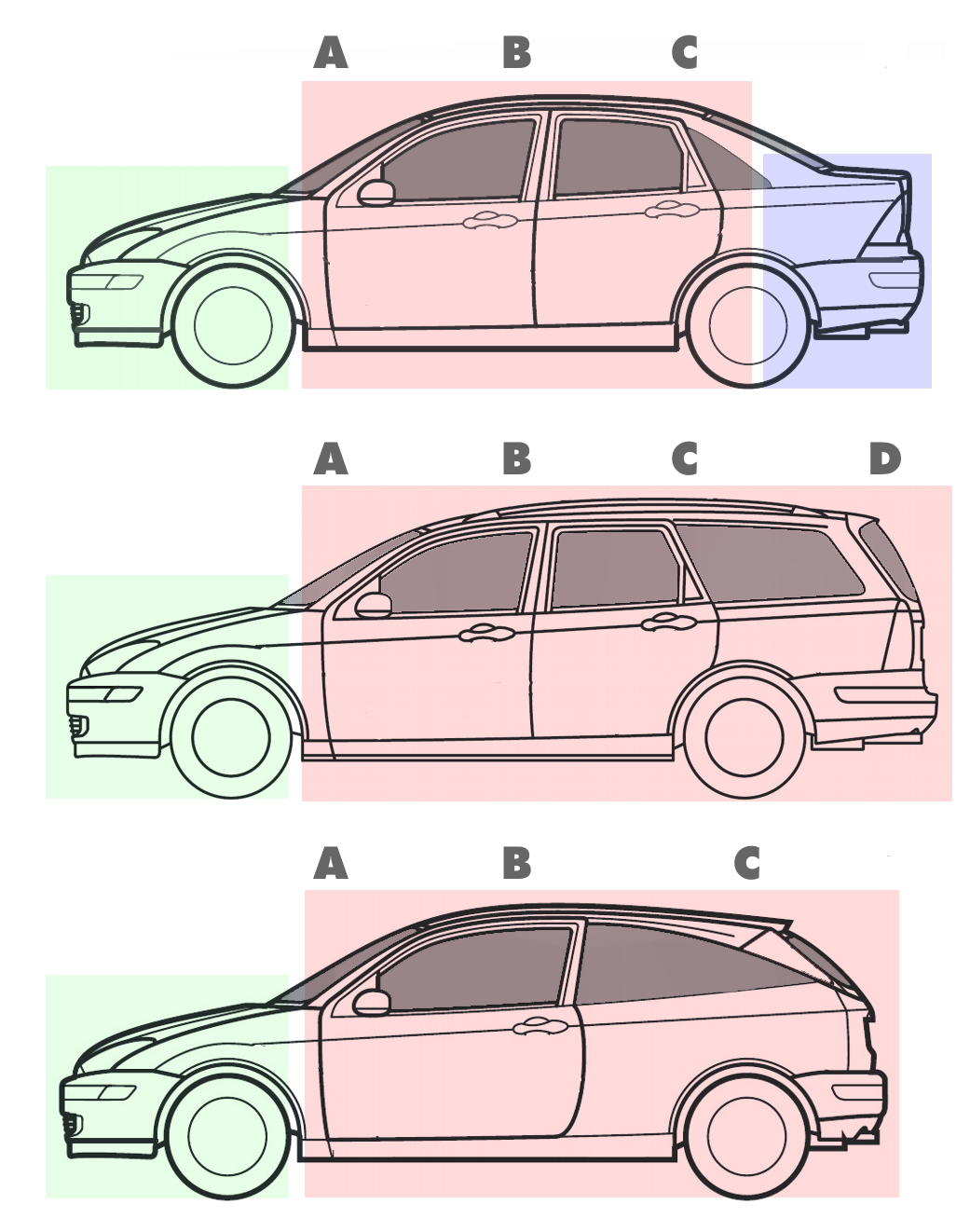
家用汽車最基本的三種分類，以及三廂與雙廂的差異，上面為典型的緊湊或中型三廂轎車，中間與下面為雙廂的旅行車和掀背車

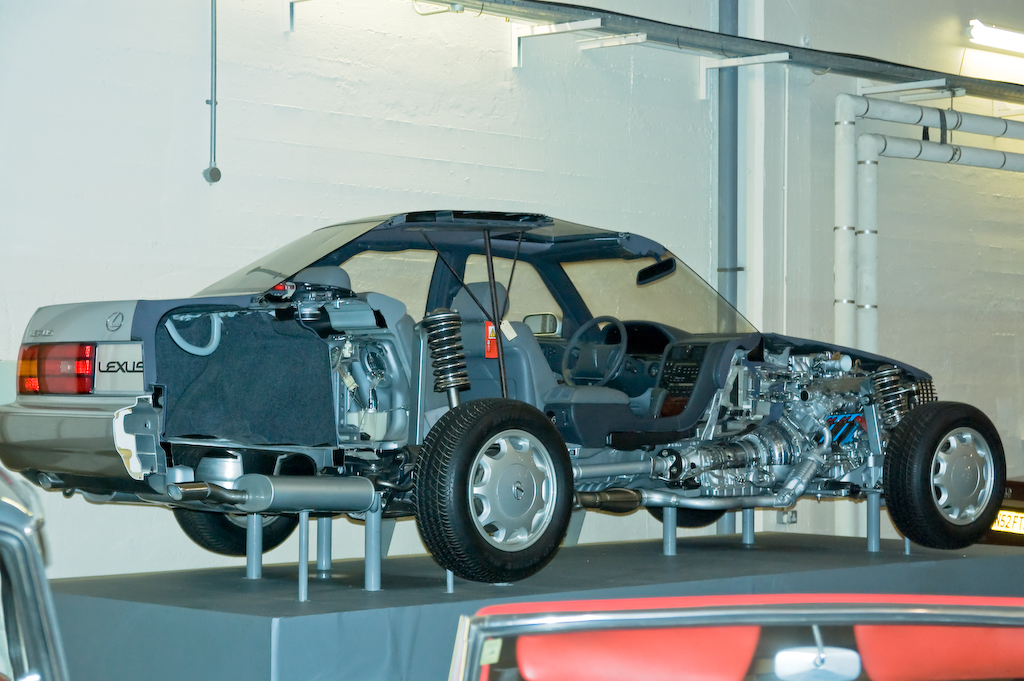
凌志LS400的轎車結購

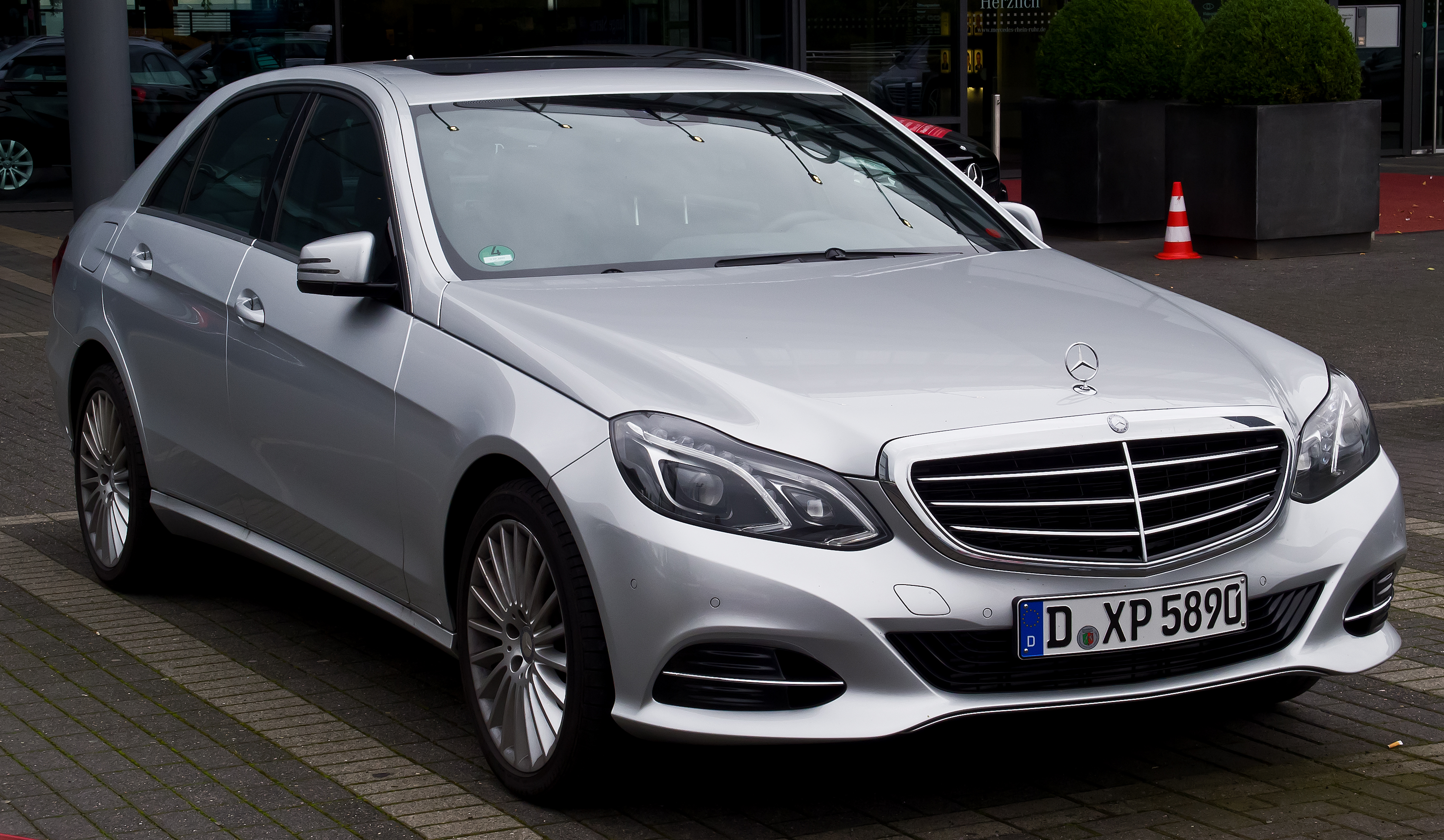
賓士W212

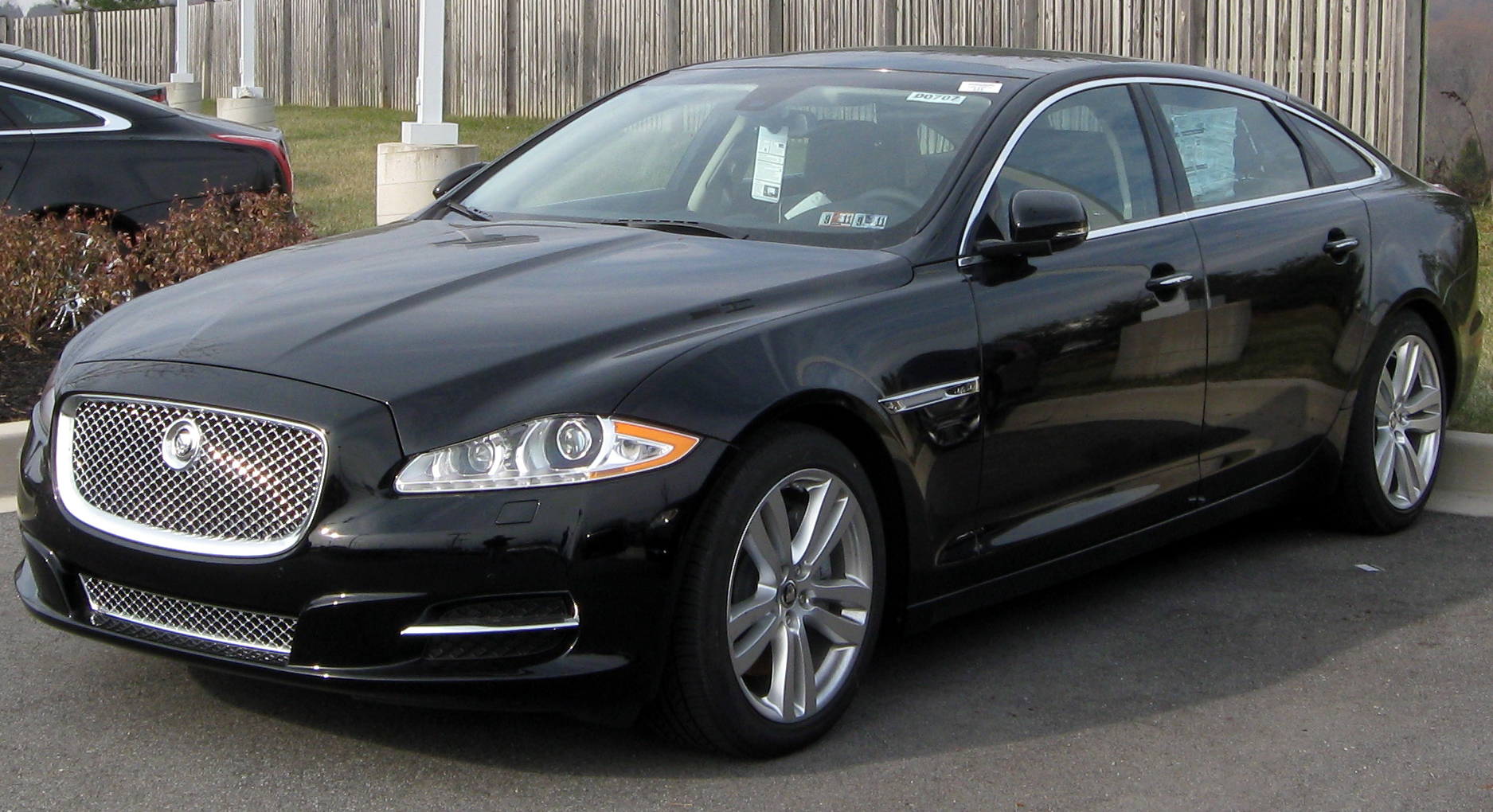
捷豹XJ

轎車，某些地區稱房車或，美國英語稱為Sedan，在英國則稱為Saloon，通常指用於人員以及行李運輸，舒适实用的汽車。
轎車可從外形上清晰分辨出引擎室、人員乘坐室以及行李艙（某些地區對這種外形的分類稱之為三廂）。轎車中间高，前后低，其外型類似古代轎子（英格蘭稱轎子為Sedan chairs），故名為「轎車」。轎車是主流車型，因为普遍，曾经用來做家用車的統稱。但隨著時代變遷，其他車型數量在部分地区已超過轎車。典型轎車除了擁有上述「三廂」這個條件外，大多為四門車（雙前門+雙後門），前面两个座位、后面三个座位（某些大型轎車前面可坐三个人，例如豐田皇冠）。

## 欧洲分級標準
欧洲地區分级，采用的是福斯汽車的分级方法，即综合排量、车型大小、平台等因素分为A00级、A0级、A级、B级、C级、D级。

## 北美洲分級標準

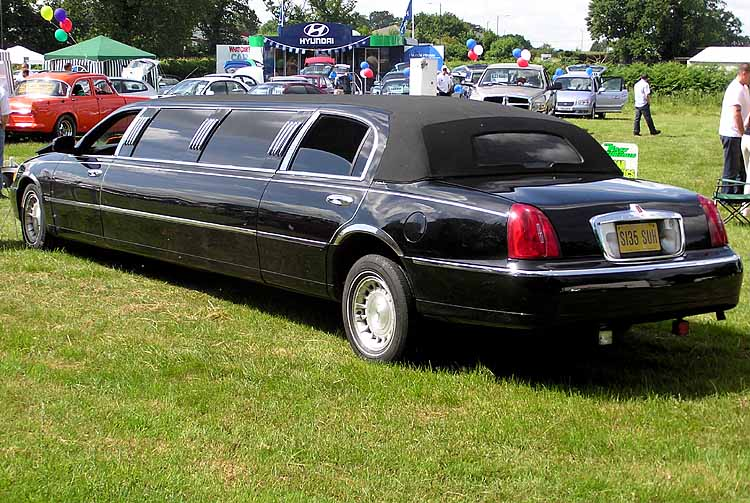
英国布里斯托尔车展上的一辆黑色林肯汽車Town Car加长型豪华轿车

北美洲地區则按照车型大小以及等級进行分级。
- 經濟型轎車
- 次緊湊型車
- 緊湊型轎車
- 中型轎車
- 大型轎車
- 豪華轎車
- 加长轿车
- 敞篷車

## 轎車种类
轿车可分很多种：
- 普通轿车（英语：Sedan (automobile)#Notchback sedans）
- 快背式轿车（英语：Sedan (automobile)#Fastback sedans）
- 双门轿车（英语：Sedan (automobile)#Two-door sedans）
- 硬顶式轿车（英语：Sedan (automobile)#Hardtop sedans）
- 掀背式轿车（英语：Sedan (automobile)#Hatchback sedans）
- 加长型轿车

## 现状
在一些国家，如果一款较大尺寸的车型有轿车版本和掀背（通常是揭背）版本可供选择的话，轿车会更受欢迎。例如在爱尔兰，丰田花冠和日产阿美拉（Nissan Almera）的轿车版本比掀背车常见得多。不过在近邻英国與歐洲大陸，状况却截然相反，这些车型的轿车版本几乎难得一见，在歐洲多數已開發國家，掀背車才是主流車型。美國因為汽油長期便宜，私人汽車依折舊課稅持有汽車成本低，一戶家庭往往有兩三輛汽車，可依需求同時擁有四門轎車和旅行車、休旅車，雙門跑車等等；在一些发展中国家，例如中国大陸和許多亞洲國家，受到一些传统观念的影响，以掀背车为代表的两厢车往往被认为不够气派，因此在这些国家，即使是在迷你车市场，轿车版本也比掀背车好卖得多。而厂商在发布新车时，也往往会优先考虑轿车。歐洲汽車稅率與汽油價格皆高，一車多功能的掀背車就特別受歡迎，而三厢轿车版本反被歐洲人认为不够實用。

## 相关
- 豪華車

## 参看
- 私家車道

## 引用
1. ↑  . web.archive.org. 2013-12-03  [2022-06-17]. （原始内容存档于2013-12-03）.
2. ↑  . 人民交通出版社. 1993. ISBN 978-7-1140-1607-3.